# (1602) Indiana
(1602) Indiana ist ein Asteroid des Hauptgürtels, der am 18. Mai 1950 am Goethe-Link-Observatorium der Indiana University entdeckt wurde.
Der Name des Asteroiden ist abgeleitet vom US-amerikanischen Bundesstaat Indiana sowie der Indiana University.